# Zeebrugge
Zeebrugge is een dorp en badplaats, gelegen aan de Belgische kust in de Brugse deelgemeente Lissewege. Zeebrugge telt 4.301 inwoners (2014) en is vooral bekend om de nabijgelegen Zeehaven van Brugge, de grootste aan de Belgische kust.

## Geschiedenis
De naam Zeebrugge werd voor het eerst vermeld in 1899, toen er sprake was van de aanleg van een vissershaven au port de Zeebrugge. Voordien sprak men van Bruges Port de mer (Zeehaven van Brugge) of Port de Bruges et de Heyst (haven van Brugge en Heist).
De haven werd officieel geopend in 1907. Ook de vissershaven werd van Heist naar Zeebrugge verplaatst. Van belang was de Leopold II-dam, waarover een spoorlijn liep naar het station Zeebrugge-Haven, van waar veerboten naar het Verenigd Koninkrijk (Hull) vertrokken. De havenmuur werd gebouwd met behulp van de Titan, een verrijdbare kraan en toen de allergrootste kraan ter wereld. Deze dam stak ongeveer 2 km in zee en was onder meer verantwoordelijk voor wijzigingen in het stromingspatroon aan de kust. In de jaren 80 van de 20e eeuw werd de dam als Westerdam geïntegreerd in het havengebied, er kwam ook een Oosterdam, waardoor een beschutte Voorhaven ontstond.
Op 14 oktober 1914 werd de haven door de Duitsers bezet, die er een vlootbasis van maakten. Pas in de nacht van 22 op 23 april 1918 (Saint George's Day) besloot de Royal Navy onder leiding van admiraal Keyes tot een aanval die tot doel had om de havenmond te blokkeren, zodat de Duitse onderzeeërs niet meer konden uitvaren. In oktober 1918 werd Zeebrugge bevrijd, maar de haven was verwoest.
De haven werd heropgebouwd, maar tijdens de Tweede Wereldoorlog werd ze opnieuw door de Duitsers bezet. Einde 1944 werden de haveninstallaties door de zich terugtrekkende Duitsers opgeblazen. Op 9 september 1944 werd de haven tot aan de zeesluizen ingenomen door de geallieerden, maar Zeebrugge-Dorp werd pas op 7 november 1944 bevrijd. Pas in 1951 was de haven hersteld. In de daaropvolgende decennia werd de haven sterk uitgebreid.

## Het dorp
Zeebrugge is verdeeld in drie wijken: de Strandwijk, de Stationswijk en het centrum. In het centrum van Zeebrugge bevinden zich de oude vismijn, de jachthaven en de Cruise Terminal.

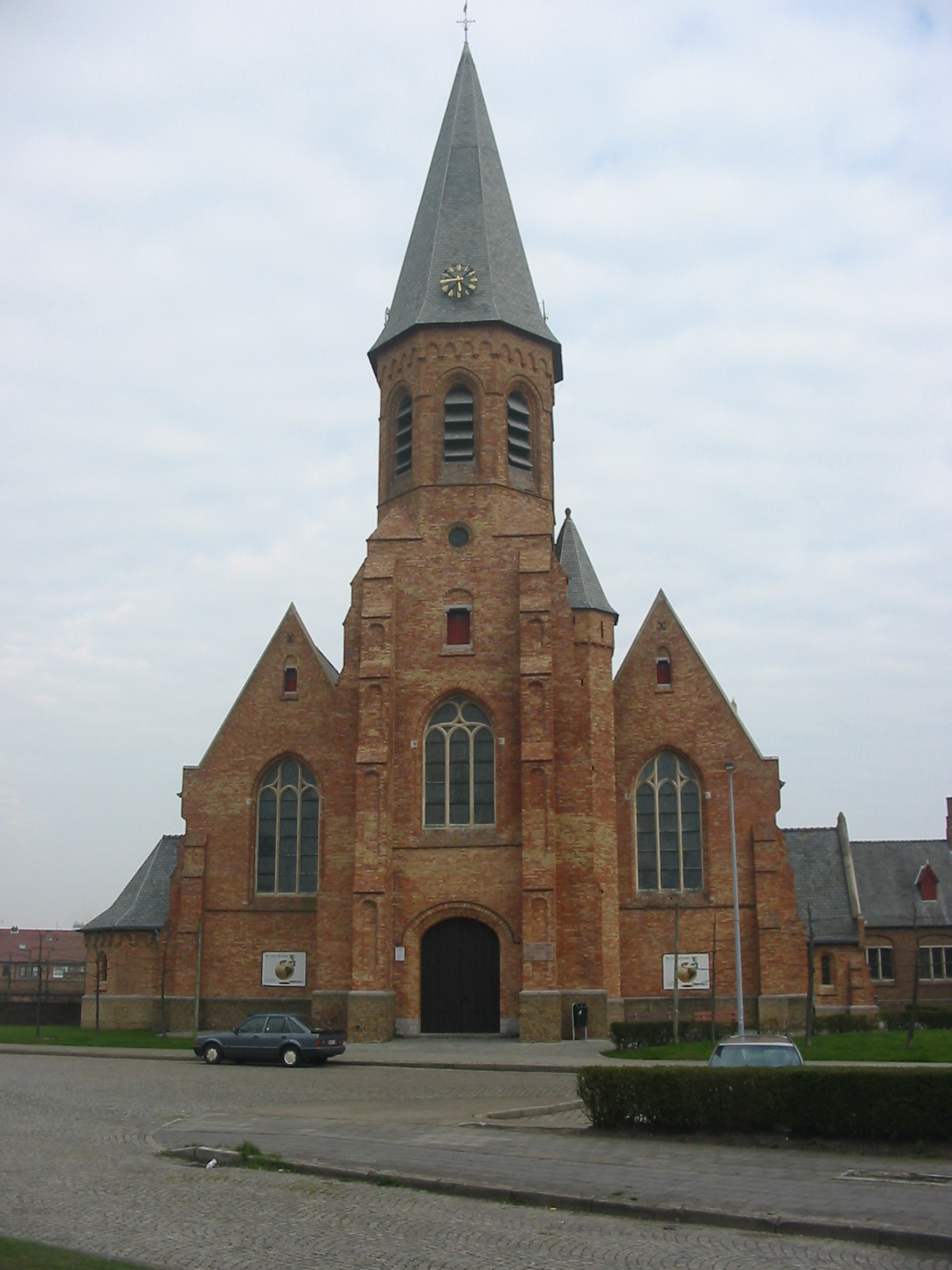
De Sint-Donaaskerk in het centrum
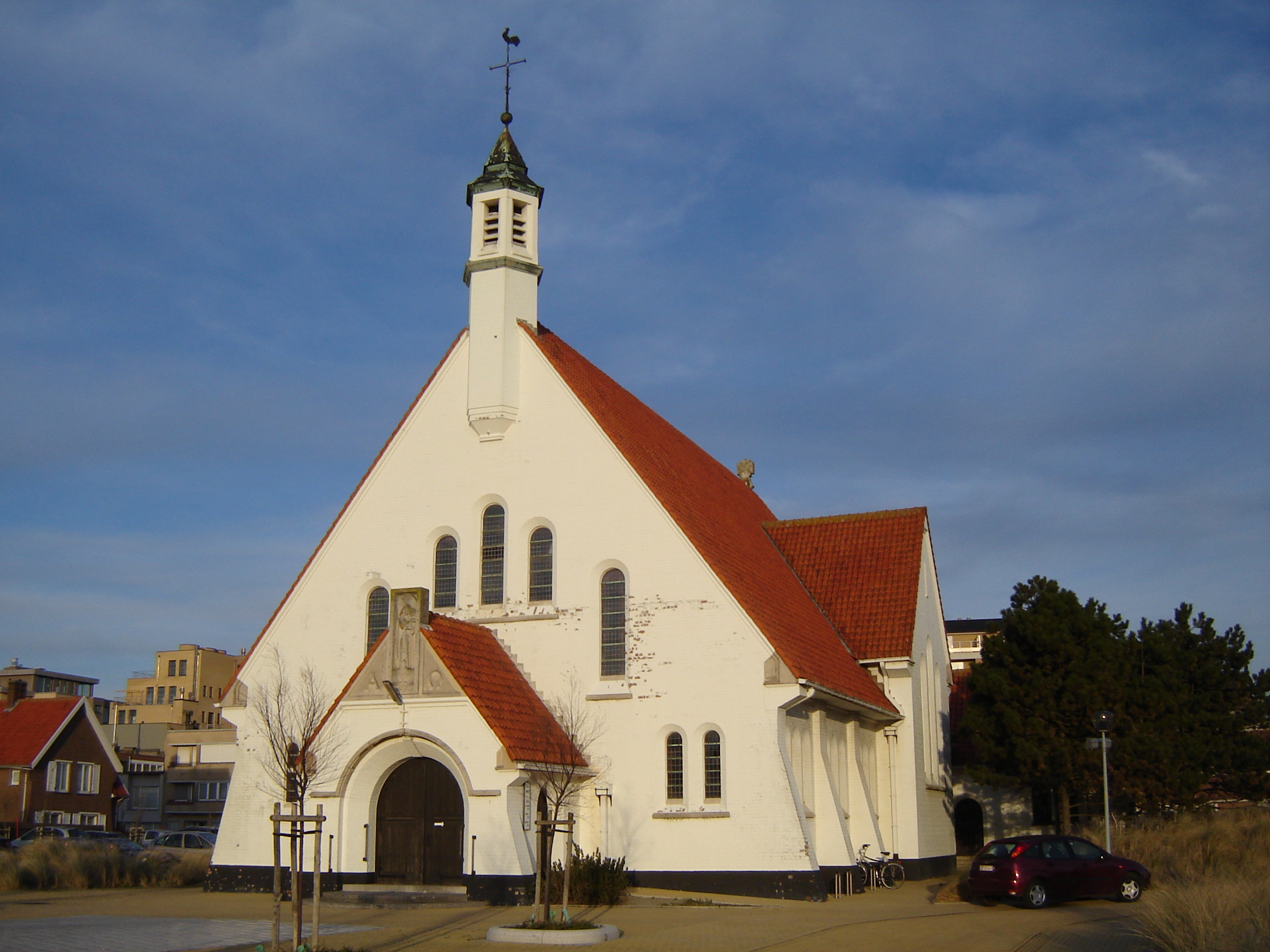
De Stella Mariskerk in de Strandwijk
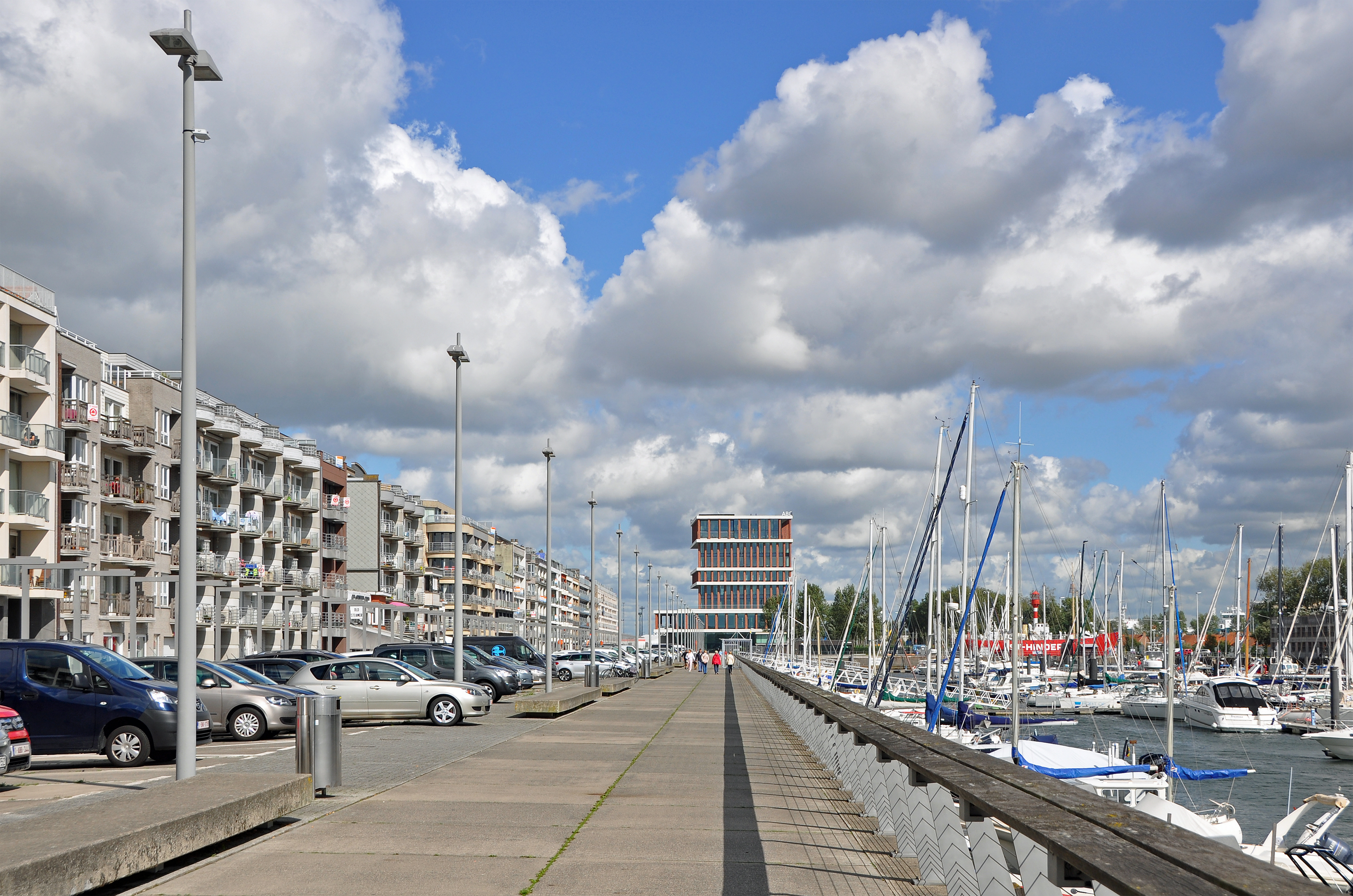
De Rederskaai en de jachthaven; in de verte de Cruise Terminal
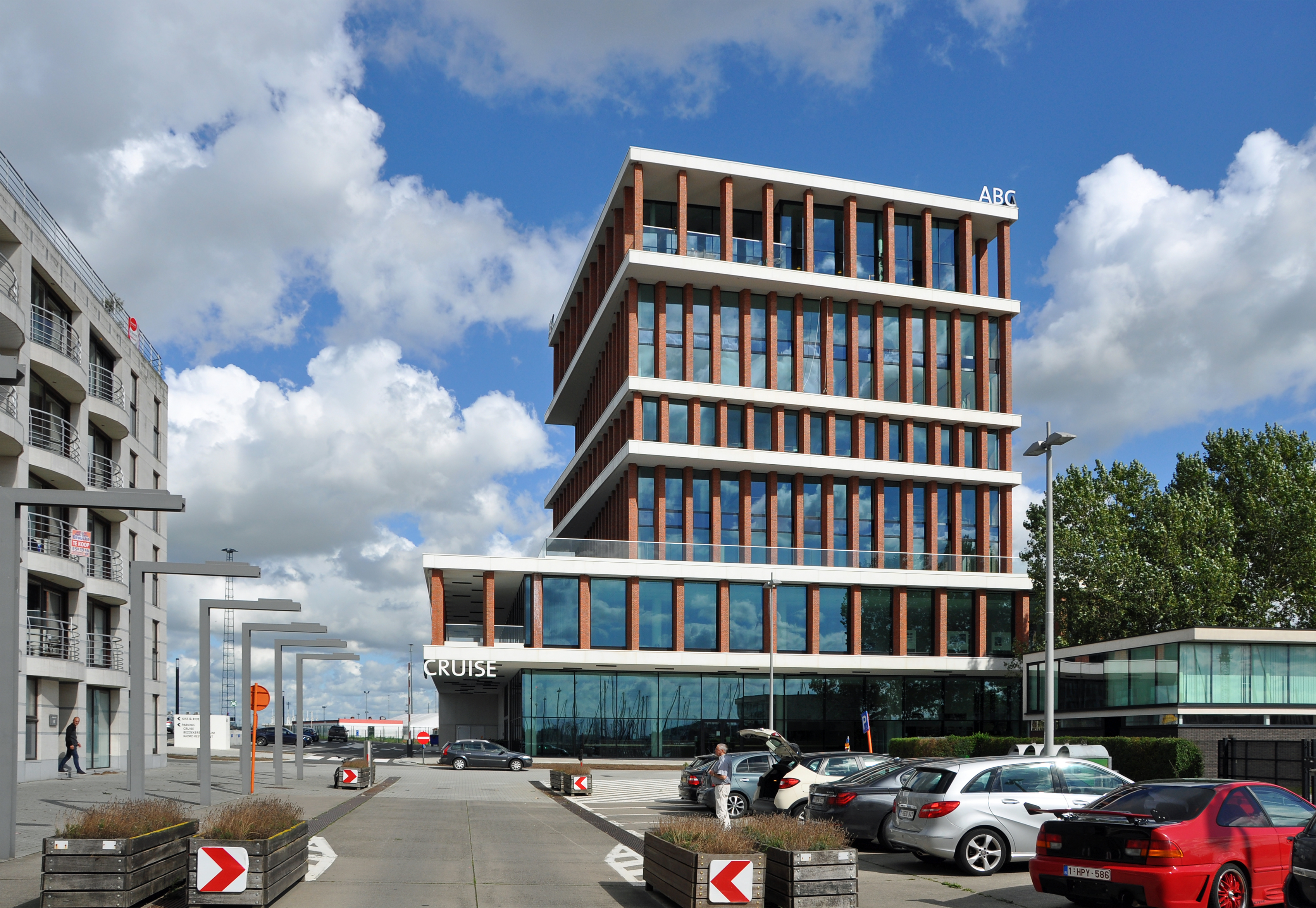
Cruise Terminal

## De haven

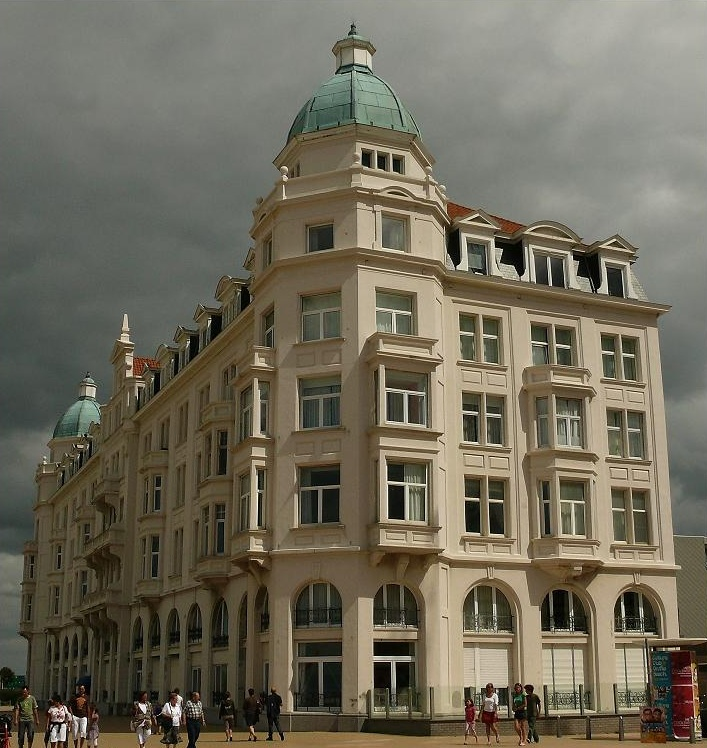
Het voormalige hotel, thans residentie Palace aan de zeedijk

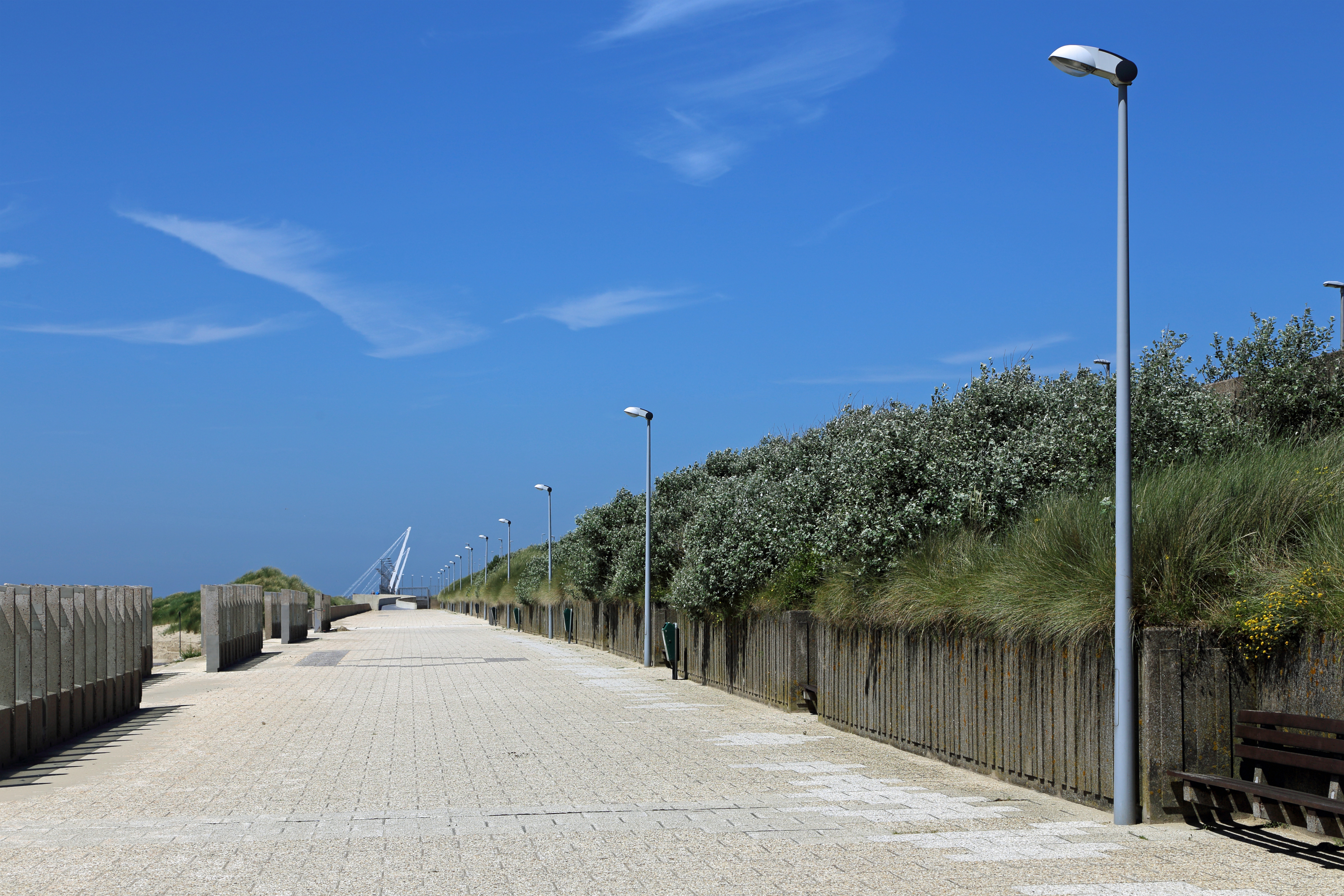
De St George's Day-wandeling herinnert aan de Britse aanval op Zeebrugge in de nacht van 22 op 23 april 1918

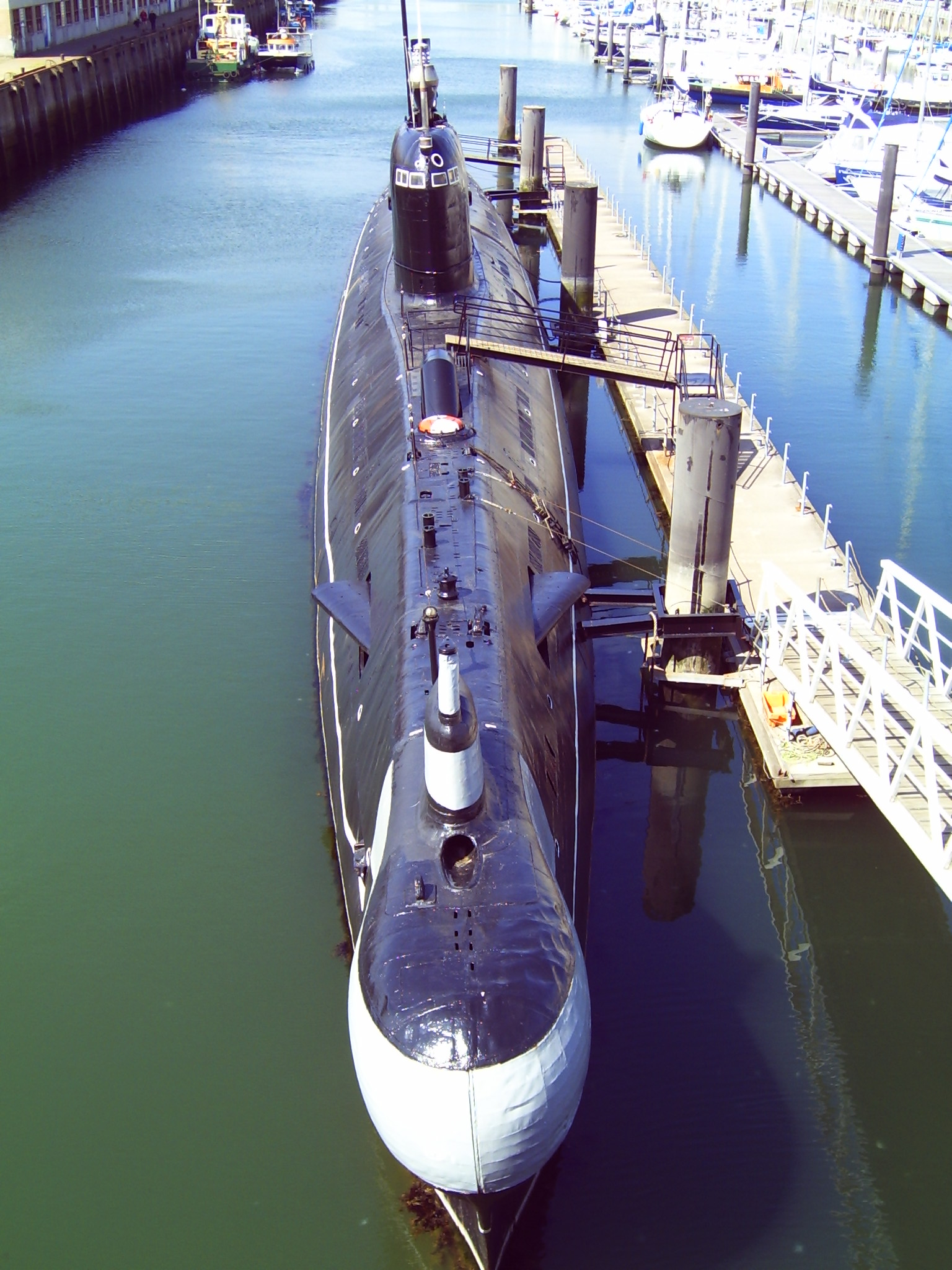
Russische duikboot

Bij dit dorp ligt de op een na grootste haven van België (na de haven van Antwerpen) en een van de belangrijkste en modernste in Europa. Hier bevindt zich tevens Marinebasis Zeebrugge, de belangrijkste marinebasis van België.

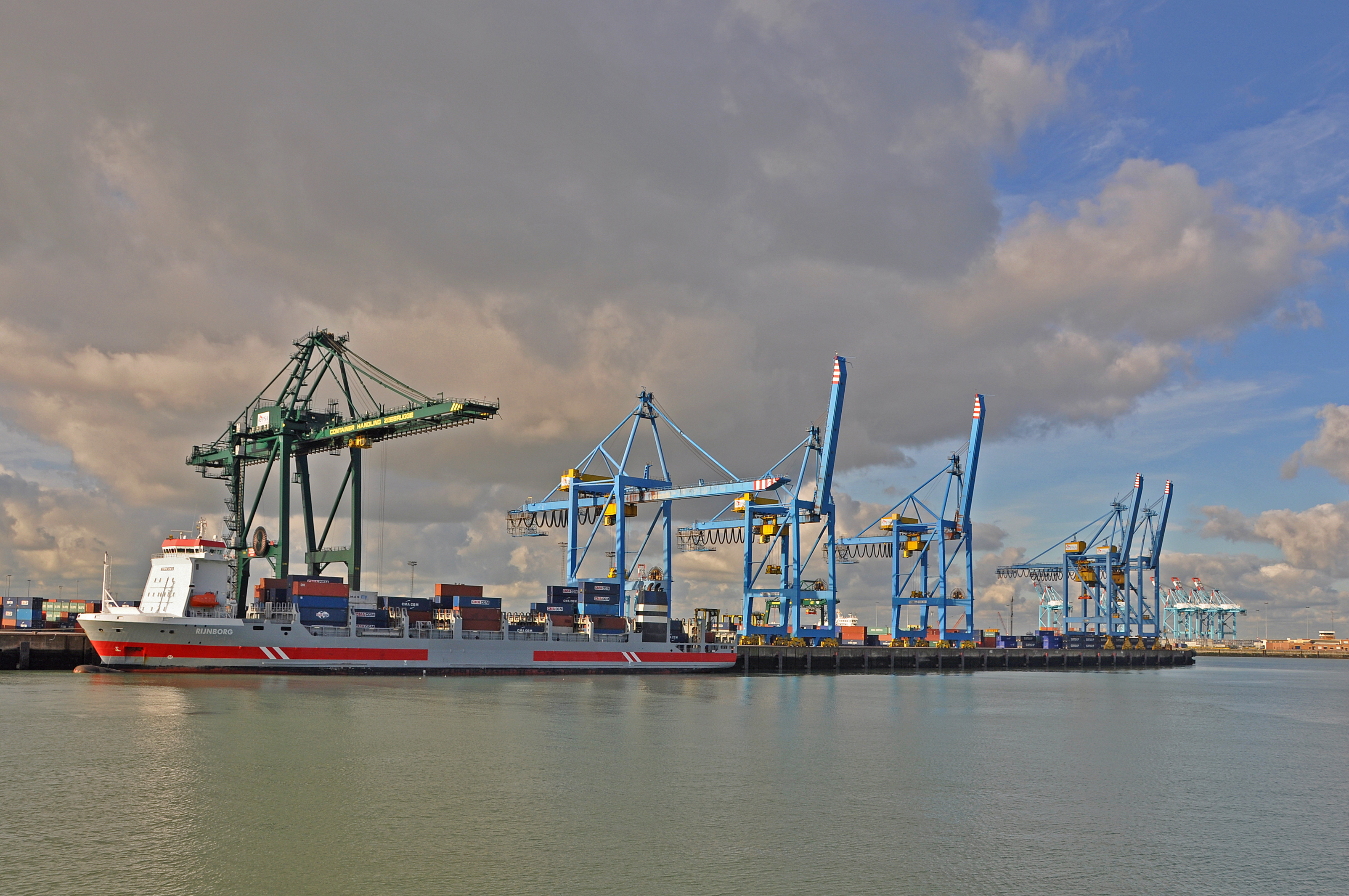
Een containerterminal in de voorhaven
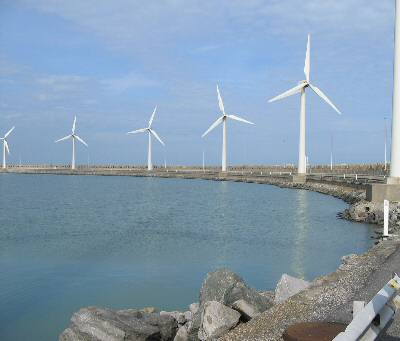
Windmolens op de rechterhavendam
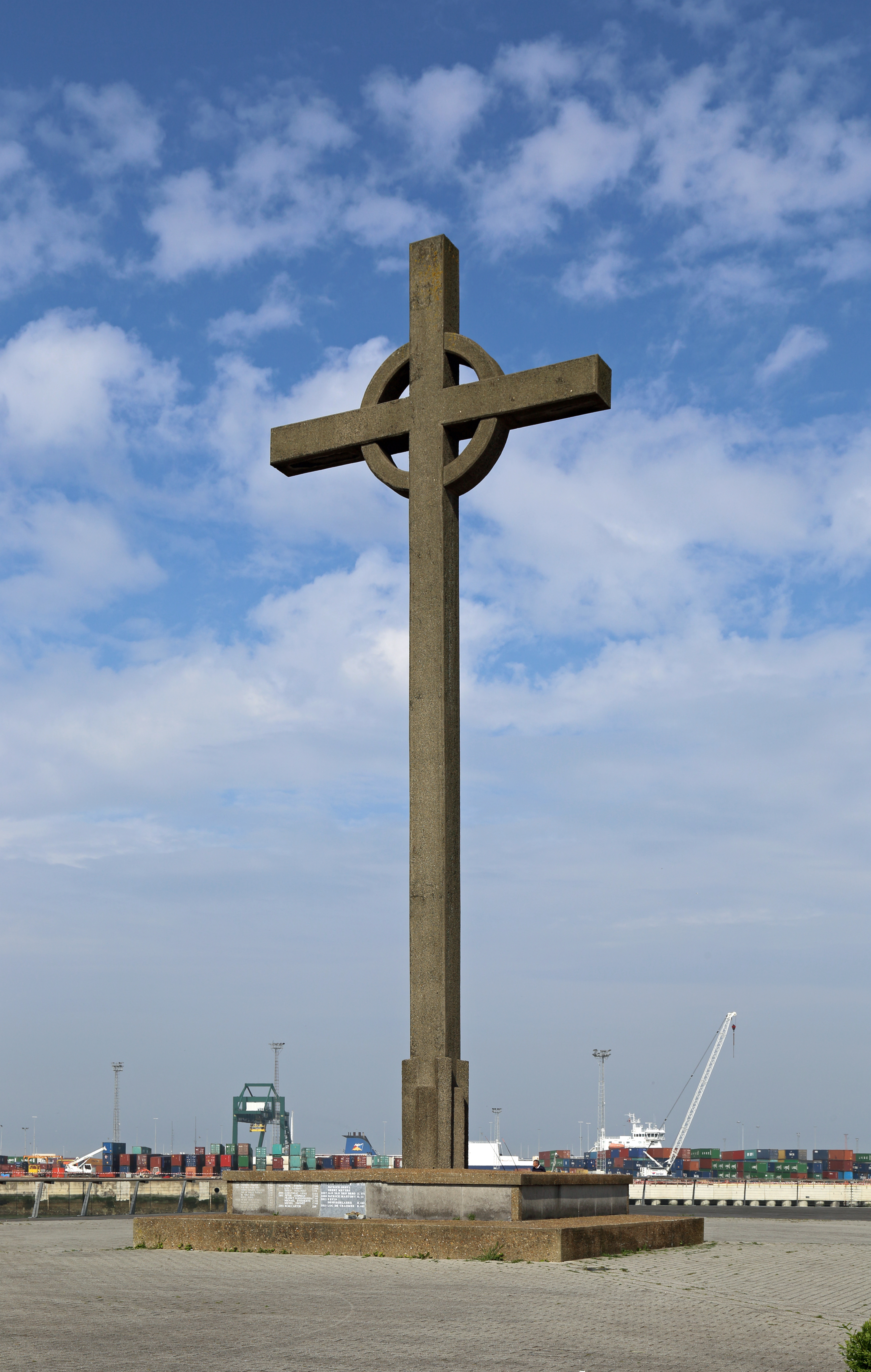
Visserskruis

## Bezienswaardigheden
- De Sint-Donaaskerk
- De Stella Mariskerk in Strandwijk
- In de Strandwijk staat het Palace Hotel, een imposant gebouw uit 1914. De hotelfunctie is al lang verdwenen en nu zijn er appartementen en studio's gevestigd.
- De Vismijn
- In het maritiem themapark Seafront vindt men niet alleen een museum over de haven en haar geschiedenis en tot 2019 een Russische duikboot uit de Foxtrot-klasse. Het ontwerp van de Foxtrot-klasse onderzeeërs was geïnspireerd op Duitse duikboten, waarvan de informatie na de capitulatie van het Duitse rijk in Russische handen was gevallen. De Foxtrot-duikboten werden ontwikkeld tussen 1954 en 1981. Ook is er het lichtschip de West-Hinder. In de jaren 1950-1994 was dit een ‘vuurtoren-op-zee’ voor de lichtsignalisatie van de Belgische kust.
- In april 1918 werd door het Britse leger een aanval uitgevoerd op de haven van Zeebrugge. Deze slag wordt elk jaar herdacht op Saint George's Day (genoemd naar de feestdag waarop die plaatsvond: 23 april 1918). Er bevinden zich dan ook talrijke oorlogsmonumenten en herdenkingstekens.
- Op het kerkhof liggen Britse en Duitse graven met gesneuvelden uit de Eerste Wereldoorlog.
- De Hoge vuurtoren van Heist vormde samen met de Lage vuurtoren van Heist een lichtlijn voor de scheepvaart.

## Natuur en landschap
Zeebrugge wordt vooral door havens en industrie gekenmerkt. Ten westen van de plaats ligt het natuurgebied De Fonteintjes en de Oudemaarspolder. In het oosten, in het aangrenzende Heist, liggen eveneens enkele natuurgebieden die grenzen aan de bebouwing van Zeebrugge. Zeebrugge ligt aan de Noordzee.

## Sport en recreatie
Op het einde van de dijk ligt surfclub Icarus. Op deze locatie is een van de eerste surfclubs van België ontstaan, die nu is uitgegroeid tot de grootste van de Belgische kust. De surfclub is gekend voor windsurfen, golfsurfen, suppen, maar is vooral populair bij kitesurfers. Zeebrugge is dan ook een van de weinige badplaatsen met een breed strand, waar de kustlijn niet verstoord wordt door golfbrekers.

## Verkeer en vervoer
Zeebrugge is van de snelwegen E40, E403 en A11 in Brugge met de auto te bereiken via de N31. Het heeft ook twee treinstations: station Zeebrugge-Strand aan de strandwijk en station Zeebrugge-Dorp aan de stationswijk, en net zoals in alle gemeenten aan de Belgische kust stopt de kusttram er op verschillende plaatsen (Strandwijk, Stationswijk, Kerk en Zeesluis). 
In 1908 werd de stoomtramlijn Oostende-Blankenberge verlengd naar Heist. In moderne vorm is dat nu de Kusttramlijn. De tram rijdt op de voormalige treinbaan Blankenberge–Heist.
Behalve door de Kusttram wordt Zeebrugge bediend door buslijn 45 naar Maldegem, 47 naar Brugge, avondlijn 92 naar Brugge, en belbus 36 die de ruime omgeving bediend.  Tot minstens 2003 had de buslijn Zeebrugge - Brugge het nummer 791.
Het scheepvaartverkeer wordt bediend met het Boudewijnkanaal en met de haven. Naast handels-, industrie- en overslaghavens vindt men er ook een vissershaven en een jachthaven.
Tot 2020 zijn er ook diverse ferryverbindingen met het Verenigd Koninkrijk geweest. Eind 2020 werd echter de P&O-veerdienst tussen Zeebrugge en Hull, die bestond sinds 1974, opgeheven, waarmee de laatste ferryverbinding tussen België en het Verenigd Koninkrijk verdween.

## Geboren in Zeebrugge
- Jean-Marie Aerts (1951-2024), gitarist
- Paul Couter (1949-2021), gitarist
- Kurt Van Eeghem (1952), televisie- en radiopresentator
- Marc Van Eeghem (1960-2017), acteur

## Nabijgelegen kernen
Zwankendamme, Heist, Blankenberge